# Morris (Connecticut)
Morris è un comune di 2.393 abitanti degli Stati Uniti d'America, situato nella Contea di Litchfield nello Stato del Connecticut.